# Siedekapillare
Eine Siedekapillare ist ein Laborgerät, das bei einer Vakuumdestillation im Labormaßstab verwendet wird, um Siedeverzüge zu vermeiden. Es besteht aus einem Glasrohr, das an einen Normschliff angeschmolzen ist. Die Spitze des Glasrohres wird mit einem Gasbrenner bis über den Erweichungspunkt erhitzt und dann schnell ausgezogen, sodass eine Kapillare entsteht. Damit der Druckverlust bei der Vakuumdestillation nicht zu groß ist, darf der Durchmesser der Kapillare nicht größer als ca. 5 μm sein. Die Wirkung entsteht durch die ständig aus der Kapillare austretenden Gasbläschen, die durch ihr Aufsteigen und Expandieren den Siedevorgang unterstützen. Meist wird ein Inertgas wie Stickstoff oder Argon verwendet, das normalerweise mit einem Luftballon eingespeist wird. Durch diese Gaseinleitung wird allerdings das Vakuum „verschlechtert“, was bei empfindlichen Substanzen zu Problemen führen kann, speziell, wenn bei niedrigen Drucken im Feinvakuum  (1…10−3 mbar) gearbeitet werden muss.
Die Anwendung einer Siedekapillare ist zudem nicht unproblematisch, da sie brechen oder verstopfen kann und so ihre Wirkung verliert. Daher nutzt man heute im Labormaßstab meist einen Magnetrührer, um die nötige Bewegung zur Vermeidung eines Siedeverzuges im Destillierkolben zu erzeugen. Da die Ansatzgrößen – und somit auch die zu destillierenden Mengen – möglichst klein gehalten werden, ist das in der Regel realisierbar. Bei größeren Mengen kann ein KPG– oder ein magnetgekoppelter Rührer verwendet werden.